# Чешуйчатая земляная ракша
Чешуйчатая земляная ракша (лат. Geobiastes squamiger) — вид птиц из монотипического рода Geobiastes семействa Brachypteraciidae. Эндемик Мадагаскара. Его естественная среда обитания субтропические или тропические влажные равнинные леса. Этот вид находится под угрозой сокращения и потери местообитаний.

## Описание
Длина тела 27—31 см. Коренастая наземная птица с сильным клювом. Голова покрыта густым чёрно-белым чешуйчатым рисунком. Медно-коричневая мантия, зеленоватые крылья с белёсыми кончиками кроющих. Хвост красновато-коричневый в центре, с голубыми кончиками и чёрными субтерминальными отметками на внешним рулевых. Чёрные глазная полоса и линия проходит по щекам, более бледная нижняя часть тела  сильно испещрена чёрным чешуйчатым рисунком. Толстый и довольно длинный, сероватой клюв. Длинные, розовые ноги. Сочетание чёткого чешуйчатого рисунка оперения с длинными розовыми ногами и наземным поведением делают определение этой птицы безошибочным.

## Поведение
Крик — низкий, выразительный буууп, издаётся один раз каждые 10 секунд или около того. Перемещается прыжками по подстилке в равнинных тропических лесов и часто на довольно открытых площадках, ловит наземных беспозвоночных таких как черви, жуки и тараканы.
- Крики чешуйчатой земляной ракши на сайте xeno-canto.org